# Pachycara pammelas
Pachycara pammelas es una especie de pez de la familia de los Zoarcidae en el orden de los perciformes.

## Morfología
Los machos pueden llegar a alcanzar los 33,6 cm de longitud total.

## Hábitat
Es un pez de mar y de aguas profundas que vive entre 610-1.480 m de profundidad.

## Distribución geográfica
Se encuentra en Chile. 

## Observaciones
Es inofensivo para los humanos. 